# Mixophyes balbus
A Mixophyes balbus a kétéltűek (Amphibia) osztályának békák (Anura) rendjébe, a Myobatrachidae családba, azon belül a Mixophyes nembe tartozó faj.

## Előfordulása
Ausztrália endemikus faja. A Nagy-Vízválasztó-hegység keleti lejtőin Új-Dél-Wales államban és Victoria államban honos a Cann-folyó vízgyűjtő területétől a Timbarra mellékfolyóiig, 1400 m-es tengerszint feletti magasságig. Elterjedési területének mérete körülbelül 110 000 km². A fajt Victoria államban csak három alkalommal figyelték meg, és ma már úgy vélik, hogy ebben az államban kihalt. A faj visszaszorult és eltűnt Új-Dél-Wales számos olyan helyéről is, ahol korábban gyakori volt. Az 1990 óta végzett felmérések során Új-Dél-Wales keleti részén csak néhány helyen találtak egyedeket. Bár a populáció méretéről tényleges becslések nem állnak rendelkezésre, ahol a közelmúltban populációkat regisztráltak, ott a faj alacsony számban fordul elő.

## Megjelenése
Nagytestű, akár a 10 cm testhosszúságot is elérő békafaj. Háta barna vagy szürkésbarna, középen egy sötétebb hosszanti csíkkal vagy foltok sorozatával. Orrlyukától szeme utáni területig egy fekete csík húzódik, orra hegyén fekete háromszög alakú folt található. Hasa fehér vagy sárga. Pupillája függőleges elhelyezkedésű, a szivárványhártya sötétbarna, felső felében kék félholddal. A lábakon és a karokon sötét vízszintes sávok vannak. Mellső lábainak ujjai között nincs úszóhártya, a hátsókon háromnegyed részig van; ujjai végén nincsenek korongok.

## Életmódja
Tavasztól őszig, eső után szaporodik. A nőstény a petéket laza csomókban rakja le nagyon sekély vízbe, sziklás patakok mellé ásott nedves kavics- vagy levélaljafészkekbe. Az ebihalak akár 8 cm hosszúak is lehetnek, és sötétszürke vagy majdnem fekete színűek. Gyakran a víztestek alján maradnak, és legalább 15 hónapig tart, amíg békává fejlődnek.

## Természetvédelmi helyzete
A vörös lista a sebezhető fajok között tartja nyilván. Populációja csökken, több védett területen is megtalálható.